# Gheevarghese Kurisummottil
Gheevarghese Mar Aprem Kurisummottil (ur. 9 października 1961 w Tiruvalli) – indyjski duchowny syromalabarski, biskup pomocniczy archieparchii Kottayam od 2020.

## Życiorys
Gheevarghese Mar Aprem Kurisummottil urodził się 9 sierpnia 1961 w Tiruvalla. Po ukończeniu szkoły podstawowej wstąpił do seminarium św. Stanisława w Kottayam, a po ukończeniu szkoły średniej wykładał ikonografię w Ekumenicznym Instytucie Badawczym św. Efrema oraz teologię ikon w Apostolskim Seminarium św. Tomasza. Następnie studiował filozofię oraz teologię w międzydiecezjalnym seminarium św. Józefa w Mangalore. Święcenia prezbiteratu przyjął 27 grudnia 1987.
Po święceniach piastował następujące stanowiska: 1988–1991: prorektor niższego seminarium duchownego oraz służył przez dziesięć lat w różnych parafiach; 2004: uzyskał tytuł magistra sztuki sakralnej na Maronickim Uniwersytecie św. Ducha w Kaslik (Liban); 2009–2013: dyrektor Komisji ds. Sztuk Scenicznych Archieparchatu Kottayam „Hadusa”; 2014–2020: proboszcz kościoła katolickiego św. Teresy w Ranni.
29 sierpnia 2020 papież Franciszek prekonizował go biskupem pomocniczym archieparchii Kottayam ze stolicą tytularną Chaialum. Sakry biskupiej udzielił mu 14 listopada 2020 arcybiskup Thomas Koorilos Chakkalapadickal.